# Gauss (Mondkrater)
Gauss ist ein Mondkrater auf der erdzugewandten Mondseite. Er zählt mit einem Durchmesser von 170,72 Kilometern zu den größeren Mondkratern und hat keinen Zentralberg. Seine Tiefe beträgt 3,6 Kilometer.
Die Entdeckung des Kraters wurde 1935 offiziell von der Internationalen Astronomischen Union anerkannt und nach dem deutschen Mathematiker Carl Friedrich Gauß benannt.
| Buchstabe | Position           | Durchmesser | Link |
| --------- | ------------------ | ----------- | ---- |
| A         | 36,52° N, 82,7° O  | 19 km       |      |
| B         | 36° N, 81,53° O    | 35 km       |      |
| C         | 39,71° N, 72,06° O | 30 km       |      |
| D         | 39,35° N, 73,85° O | 25 km       |      |
| E         | 35,33° N, 77,68° O | 10 km       |      |
| F         | 34,81° N, 78,37° O | 18 km       |      |
| G         | 34,23° N, 79° O    | 18 km       |      |
| H         | 33,14° N, 76,81° O | 12 km       |      |
| J         | 40,55° N, 72,56° O | 16 km       |      |
| W         | 34,62° N, 80,24° O | 18 km       |      |